# Bumbești-Jiu
Bumbesti-Jiu là một thị xã thuộc hạt Gorj, România. Dân số thời điểm năm 2002 là 10596 người.